# كأس موريشيوس
كأس موريشيوس (بالفرنسية: Coupe de Maurice de football)‏ ، هي بطولة وطنية لمنافسة الأندية في موريشيوس ، أسست سنة 1957م.

## مصدر
1. ↑  Mauritius - List of Cup Winners, RSSSF.com نسخة محفوظة 14 نوفمبر 2017 على موقع واي باك مشين.